# Michael Wheeler (homme politique)
Michael Joseph Wheeler est un homme politique britannique du parti travailliste qui est député de Worsley and Eccles (en) depuis 2024.

## Biographie
Il travaille comme responsable politique pour le syndicat Union of Shop, Distributive and Allied Workers (en) et étudie à l'université de Lancaster.
Wheeler est élu pour représenter le ward Eccles (en) au conseil municipal de Salford lors d'une élection partielle en 2011.
Lors des élections générales de 2024, il est élu député de Worsley and Eccles (en) avec 20 277 voix (47,7 %) et une majorité de 11 091.